# Semiothisa piccoloi
Semiothisa piccoloi är en fjärilsart som beskrevs av Frederick H. Rindge 1976. Semiothisa piccoloi ingår i släktet Semiothisa och familjen mätare. Inga underarter finns listade i Catalogue of Life.